# سرگیجه (فیلم ۱۹۴۶)
«سرگیجه» (به انگلیسی: Dizziness) یک فیلم سینمایی مکزیکی در ژانر درام به نویسندگی و کارگردانی آنتونیو مومپلت که در سال ۱۹۴۶ منتشر شد.  